# Anirudh Thapa
Anirudh Thapa (Dehradun, 15 gennaio 1998) è un calciatore indiano, centrocampista del Mohun Bagan SG e della Nazionale indiana.

## Caratteristiche tecniche
È un centrocampista centrale. Per le sue movenze è stato paragonato a Denilson e Dugarry.

## Carriera

### Club
Ha giocato nella prima divisione indiana.

### Nazionale
Ha giocato nelle nazionali giovanili indiane Under-17, Under-19 ed Under-23.
Con la nazionale maggiore indiana ha preso parte alla Coppa d'Asia 2019 ed alla Coppa d'Asia 2023.

## Statistiche

### Presenze e reti nei club
| Stagione              | Squadra                 | Campionato            | Campionato | Campionato | Coppe nazionali | Coppe nazionali | Coppe nazionali | Coppe continentali | Coppe continentali | Coppe continentali | Altre coppe | Altre coppe | Altre coppe | Totale | Totale |
| Stagione              | Squadra                 | Comp                  | Pres       | Reti       | Comp            | Pres            | Reti            | Comp               | Pres               | Reti               | Comp        | Pres        | Reti        | Pres   | Reti   |
| --------------------- | ----------------------- | --------------------- | ---------- | ---------- | --------------- | --------------- | --------------- | ------------------ | ------------------ | ------------------ | ----------- | ----------- | ----------- | ------ | ------ |
| 2016                  | Chennaiyin              | ISL                   | 1          | 0          | -               | -               | -               | -                  | -                  | -                  | -           | -           | -           | 1      | 0      |
| 2017                  | Minerva Punjab          | IL                    | 14         | 1          | -               | -               | -               | -                  | -                  | -                  | -           | -           | -           | 14     | 1      |
| 2017-2018             | Chennaiyin              | ISL                   | 13+3       | 1+1        | SC              | 1               | 0               | -                  | -                  | -                  | -           | -           | -           | 17     | 2      |
| 2018-2019             | Chennaiyin              | ISL                   | 17         | 0          | SC              | 4               | 2               | AFC Cup            | 7                  | 0                  | -           | -           | -           | 28     | 2      |
| 2019-2020             | Chennaiyin              | ISL                   | 15+3       | 0+1        | SC              | -               | -               | -                  | -                  | -                  | -           | -           | -           | 18     | 1      |
| 2020-2021             | Chennaiyin              | ISL                   | 13         | 2          | -               | -               | -               | -                  | -                  | -                  | -           | -           | -           | 13     | 2      |
| 2021-2022             | Chennaiyin              | ISL                   | 18         | 1          | -               | -               | -               | -                  | -                  | -                  | -           | -           | -           | 18     | 1      |
| 2022-2023             | Chennaiyin              | ISL                   | 16         | 2          | SC              | 3               | 0               | -                  | -                  | -                  | DC          | 5           | 2           | 24     | 4      |
| Totale Chennaiyin     | Totale Chennaiyin       | Totale Chennaiyin     | 99         | 8          |                 | 8               | 2               |                    | 7                  | 0                  |             | 5           | 2           | 119    | 12     |
| 2023-2024             | Mohun Bagan Super Giant | ISL                   | 20+3       | 2          | SC              | -               | -               | AFC Cup            | 7                  | 0                  | DC          | 4           | 0           | 34     | 2      |
| 2024-2025             | Mohun Bagan Super Giant | ISL                   | 15+3       | 0          | SC              | 0               | 0               | AFC2               | 1                  | 0                  | DC          | 3           | 2           | 22     | 2      |
| 2025-2026             | Mohun Bagan Super Giant | ISL                   | 0          | 0          | SC              | 0               | 0               | AFC2               | 0                  | 0                  | DC          | 4           | 2           | 4      | 2      |
| Totale Mohun Bagan SG | Totale Mohun Bagan SG   | Totale Mohun Bagan SG | 41         | 2          |                 | 0               | 0               |                    | 8                  | 0                  |             | 11          | 4           | 60     | 6      |
| Totale carriera       | Totale carriera         | Totale carriera       | 154        | 11         |                 | 8               | 2               |                    | 15                 | 0                  |             | 16          | 6           | 193    | 19     |

#### Cronologia presenze e reti in nazionale
| Cronologia completa delle presenze e delle reti in nazionale ― India | Cronologia completa delle presenze e delle reti in nazionale ― India | Cronologia completa delle presenze e delle reti in nazionale ― India | Cronologia completa delle presenze e delle reti in nazionale ― India | Cronologia completa delle presenze e delle reti in nazionale ― India | Cronologia completa delle presenze e delle reti in nazionale ― India | Cronologia completa delle presenze e delle reti in nazionale ― India | Cronologia completa delle presenze e delle reti in nazionale ― India |
| Data                                                                 | Città                                                                | In casa                                                              | Risultato                                                            | Ospiti                                                               | Competizione                                                         | Reti                                                                 | Note                                                                 |
| -------------------------------------------------------------------- | -------------------------------------------------------------------- | -------------------------------------------------------------------- | -------------------------------------------------------------------- | -------------------------------------------------------------------- | -------------------------------------------------------------------- | -------------------------------------------------------------------- | -------------------------------------------------------------------- |
| 01-06-2018                                                           | Mumbai                                                               | India                                                                | 5 – 0                                                                | Taiwan                                                               | Coppa Intercontinentale 2018 - 1º turno                              | -                                                                    | 68’                                                                  |
| 04-06-2018                                                           | Mumbai                                                               | India                                                                | 3 – 0                                                                | Kenya                                                                | Coppa Intercontinentale 2018 - 1º turno                              | -                                                                    | 83’                                                                  |
| 07-06-2018                                                           | Mumbai                                                               | India                                                                | 1 – 2                                                                | Nuova Zelanda                                                        | Coppa Intercontinentale 2018 - 1º turno                              | -                                                                    |                                                                      |
| 10-06-2018                                                           | Mumbai                                                               | India                                                                | 2 – 0                                                                | Kenya                                                                | Coppa Intercontinentale 2018 - Finale                                | -                                                                    | 90+2’                                                                |
| 06-01-2019                                                           | Abu Dhabi                                                            | Thailandia                                                           | 1 – 4                                                                | India                                                                | Coppa d'Asia 2019 - 1º turno                                         | 1                                                                    | 78’                                                                  |
| 10-01-2019                                                           | Abu Dhabi                                                            | India                                                                | 0 – 2                                                                | Emirati Arabi Uniti                                                  | Coppa d'Asia 2019 - 1º turno                                         | -                                                                    | 71’                                                                  |
| 14-01-2019                                                           | Sharjah                                                              | India                                                                | 0 – 1                                                                | Bahrein                                                              | Coppa d'Asia 2019 - 1º turno                                         | -                                                                    | 79’                                                                  |
| 08-06-2019                                                           | Buriram                                                              | Thailandia                                                           | 0 – 1                                                                | India                                                                | King's Cup 2019 - Finale terzo e quarto posto                        | 1                                                                    |                                                                      |
| 07-07-2019                                                           | Ahmedabad                                                            | India                                                                | 2 – 4                                                                | Tagikistan                                                           | Intercontinental Cup 2019 - 1º turno                                 | -                                                                    | 83’                                                                  |
| 13-07-2019                                                           | Ahmedabad                                                            | India                                                                | 2 – 5                                                                | Corea del Nord                                                       | Intercontinental Cup 2019 - 1º turno                                 | -                                                                    | 55’                                                                  |
| 16-07-2019                                                           | Ahmedabad                                                            | India                                                                | 1 – 1                                                                | Siria                                                                | Intercontinental Cup 2019 - 1º turno                                 | -                                                                    |                                                                      |
| 05-09-2019                                                           | Guwahati                                                             | India                                                                | 1 – 2                                                                | Oman                                                                 | Qual. Mondiali 2022                                                  | -                                                                    |                                                                      |
| 10-09-2019                                                           | Doha                                                                 | Qatar                                                                | 0 – 0                                                                | India                                                                | Qual. Mondiali 2022                                                  | -                                                                    | 90+1’                                                                |
| 15-10-2019                                                           | Calcutta                                                             | India                                                                | 1 – 1                                                                | Bangladesh                                                           | Qual. Mondiali 2022                                                  | -                                                                    | 67’                                                                  |
| 29-03-2021                                                           | Dubai                                                                | India                                                                | 0 – 6                                                                | Emirati Arabi Uniti                                                  | Amichevole                                                           | -                                                                    | 46’                                                                  |
| 02-09-2021                                                           | Katmandu                                                             | Nepal                                                                | 1 – 1                                                                | India                                                                | Amichevole                                                           | 1                                                                    | 46’                                                                  |
| 05-09-2021                                                           | Katmandu                                                             | Nepal                                                                | 1 – 2                                                                | India                                                                | Amichevole                                                           | -                                                                    | 90+2’                                                                |
| 04-10-2021                                                           | Malé                                                                 | Bangladesh                                                           | 1 – 1                                                                | India                                                                | SAFF Championship 2021 - 1º turno                                    | -                                                                    | 46’                                                                  |
| 7-10-2021                                                            | Malé                                                                 | India                                                                | 0 – 0                                                                | Sri Lanka                                                            | SAFF Championship 2021 - 1º turno                                    | -                                                                    | 68’                                                                  |
| 10-10-2021                                                           | Malé                                                                 | Nepal                                                                | 0 – 1                                                                | India                                                                | SAFF Championship 2021 - 1º turno                                    | -                                                                    | 58’                                                                  |
| 13-10-2021                                                           | Malé                                                                 | India                                                                | 3 – 1                                                                | Maldive                                                              | SAFF Championship 2021 - 1º turno                                    | -                                                                    | 79’                                                                  |
| 16-10-2021                                                           | Malé                                                                 | India                                                                | 3 – 0                                                                | Nepal                                                                | SAFF Championship 2021 - Finale                                      | -                                                                    | 87’                                                                  |
| 23-3-2022                                                            | Al Muharraq                                                          | Bahrein                                                              | 2 – 1                                                                | India                                                                | Amichevole                                                           | -                                                                    | 57’                                                                  |
| 26-3-2022                                                            | Riffa                                                                | India                                                                | 0 – 3                                                                | Bielorussia                                                          | Amichevole                                                           | -                                                                    |                                                                      |
| 28-5-2022                                                            | Doha                                                                 | India                                                                | 0 – 2                                                                | Giordania                                                            | Amichevole                                                           | -                                                                    | 46’                                                                  |
| 8-6-2022                                                             | Calcutta                                                             | India                                                                | 2 – 0                                                                | Cambogia                                                             | Qual. Coppa d'Asia 2023                                              | -                                                                    |                                                                      |
| 24-9-2022                                                            | Ho Chi Minh                                                          | India                                                                | 1 – 1                                                                | Singapore                                                            | Amichevole                                                           | -                                                                    | 90+1’                                                                |
| 27-9-2022                                                            | Ho Chi Minh                                                          | Vietnam                                                              | 3 – 0                                                                | India                                                                | Amichevole                                                           | -                                                                    |                                                                      |
| 22-3-2023                                                            | Imphal                                                               | India                                                                | 1 – 0                                                                | Birmania                                                             | Amichevole                                                           | 1                                                                    | 87’                                                                  |
| 28-3-2023                                                            | Imphal                                                               | Kirghizistan                                                         | 0 – 2                                                                | India                                                                | Amichevole                                                           | -                                                                    | 67’                                                                  |
| 9-6-2023                                                             | Bhubaneswar                                                          | India                                                                | 2 – 0                                                                | Mongolia                                                             | Coppa Intercontinentale 2023 - 1º turno                              | -                                                                    |                                                                      |
| 12-6-2023                                                            | Bhubaneswar                                                          | India                                                                | 1 – 0                                                                | Vanuatu                                                              | Coppa Intercontinentale 2023 - 1º turno                              | -                                                                    | 61’ 90+2’                                                            |
| 15-6-2023                                                            | Bhubaneswar                                                          | India                                                                | 0 – 0                                                                | Libano                                                               | Coppa Intercontinentale 2023 - 1º turno                              | -                                                                    |                                                                      |
| 18-6-2023                                                            | Bhubaneswar                                                          | India                                                                | 2 – 0                                                                | Libano                                                               | Coppa Intercontinentale 2023 - Finale                                | -                                                                    |                                                                      |
| 21-6-2023                                                            | Bengaluru                                                            | India                                                                | 4 – 0                                                                | Pakistan                                                             | SAFF Championship 2023 - 1º turno                                    | -                                                                    | 65’                                                                  |
| 24-6-2023                                                            | Bengaluru                                                            | Nepal                                                                | 0 – 2                                                                | India                                                                | SAFF Championship 2023 - 1º turno                                    | -                                                                    |                                                                      |
| 27-6-2023                                                            | Bengaluru                                                            | India                                                                | 1 – 1                                                                | Kuwait                                                               | SAFF Championship 2023 - 1º turno                                    | -                                                                    | 61’                                                                  |
| 1-7-2023                                                             | Bengaluru                                                            | Libano                                                               | 0 – 0 dts (2-4 dtr)                                                  | India                                                                | SAFF Championship 2023 - Semifinale                                  | -                                                                    | 74’                                                                  |
| 4-7-2023                                                             | Bengaluru                                                            | Kuwait                                                               | 1 – 1 dts (4-5 dtr)                                                  | India                                                                | SAFF Championship 2023 - Finale                                      | -                                                                    | 72’                                                                  |
| 7-9-2023                                                             | Chiang Mai                                                           | Iraq                                                                 | 2 – 2 dts (5-4 dtr)                                                  | India                                                                | King's Cup 2023 - Semifinale                                         | -                                                                    | 70’                                                                  |
| 10-9-2023                                                            | Chiang Mai                                                           | Libano                                                               | 1 – 0                                                                | India                                                                | King's Cup 2023 - Finale 3º posto                                    | -                                                                    | 46’                                                                  |
| 16-11-2023                                                           | Al Kuwait                                                            | Kuwait                                                               | 0 – 1                                                                | India                                                                | Qual. Mondiali 2026                                                  | -                                                                    | 83’                                                                  |
| 21-11-2023                                                           | Bhubaneswar                                                          | India                                                                | 0 – 3                                                                | Qatar                                                                | Qual. Mondiali 2026                                                  | -                                                                    | 63’                                                                  |
| 13-1-2024                                                            | Al Rayyan                                                            | Australia                                                            | 2 – 0                                                                | India                                                                | Coppa d'Asia 2023 - 1º turno                                         | -                                                                    | 79’                                                                  |
| 18-1-2024                                                            | Al Rayyan                                                            | India                                                                | 0 – 3                                                                | Uzbekistan                                                           | Coppa d'Asia 2023 - 1º turno                                         | -                                                                    | 72’                                                                  |
| 23-1-2024                                                            | Al Khawr                                                             | Siria                                                                | 1 – 0                                                                | India                                                                | Coppa d'Asia 2023 - 1º turno                                         | -                                                                    | 80’                                                                  |
| 26-3-2024                                                            | Guwahati                                                             | India                                                                | 1 – 2                                                                | Afghanistan                                                          | Qual. Mondiali 2026                                                  | -                                                                    | 68’                                                                  |
| 6-6-2024                                                             | Calcutta                                                             | India                                                                | 0 – 0                                                                | Kuwait                                                               | Qual. Mondiali 2026                                                  | -                                                                    | 46’                                                                  |
| 3-9-2024                                                             | Hyderabad                                                            | India                                                                | 0 – 0                                                                | Mauritius                                                            | Coppa Intercontinentale 2024 - 1º turno                              | -                                                                    | 46’                                                                  |
| Totale                                                               |                                                                      | Presenze                                                             | 49                                                                   |                                                                      | Reti                                                                 | 5                                                                    |                                                                      |

## Palmarès

### Club

#### Competizioni nazionali
- Indian Super League: 2

Chennaiyin: 2017
Mohun Bagan SG: 2024-2025
- Durand Cup: 1

Mohun Bagan SG: 2023
- ISL Shield: 2

Mohun Bagan SG: 2023-2024, 2024-2025

### Nazionale
- Coppa Intercontinentale (India): 2

2018, 2023
- SAFF Championship: 2

2021, 2023